# Erzgebirgskrimi – Die letzte Note
Die letzte Note ist ein deutscher Fernsehfilm von Tim Trageser aus dem Jahr 2025. Es handelt sich um die zwölfte Episode der ZDF-Kriminalfilmreihe Erzgebirgskrimi mit Kai Scheve als Robert Winkler und Teresa Weißbach als Saskia Bergelt in den Hauptrollen. Der Film wurde am 19. April 2025 in der ZDF-Mediathek veröffentlicht und am 26. April 2025 im ZDF zum ersten Mal ausgestrahlt.

## Handlung
Im Rahmen des Kulturhauptstadtjahrs in Chemnitz soll ein Orchester der Musikschule Robert Schumanns Kinderszenen zur Aufführung bringen. Zu dem Ensemble gehören auch die Försterin Saskia Bergelt und die Gerichtsmedizinerin Dr. Kulikova. Die Kulturstadträtin Angelika Hilbrich findet die Initiatorin des Musikprojekts, die Musikpädagogin Marianne Bach, tot in ihrer Wohnung. Ihre wertvolle Violine wurde entwendet. Unter Verdacht geraten die Gerichtsmedizinerin, die von Bach willkürlich aus dem Orchester entlassen wurde, und der talentierte junge Geiger Faris Massoud. Auch der Dirigent Florian Messerschmidt, der ein Verhältnis mit Dr. Kulikova hat, macht sich verdächtig. Faris, der aus Syrien stammt, will seine Beziehung zu der Geigerin Rahel, die Jüdin ist, vor seiner Familie geheim halten, die bereits andere Hochzeitspläne für ihn hat. Bei einer Befragung zückt er ein Messer, aber Winkler ist von seiner Unschuld überzeugt und setzt sich später bei der Polizei für ihn ein.
Marianne Bach war Ende der 1980er Jahre im damaligen Karl-Marx-Stadt in der musikalischen Begabtenförderung tätig gewesen und hatte ein eigenes Musikkabinett gegründet, wo wilde Feten gefeiert, politisch diskutiert und Orwells 1984 gelesen wurde – ein in der DDR verbotenes Buch. Winkler erfährt außerdem bei Befragungen, Bachs Musikschulklasse sei nach einem Parteiverfahren aufgelöst worden wegen staatsfeindlicher Hetze. Später stellt sich jedoch heraus, dass Bach eine Liebesbeziehung mit dem damals 17-jährigen Florian Messerschmidt unterhalten hatte, der zu dieser Zeit ihr Schüler war. Ein unbekannter Denunziant hatte die gesellschaftlich unerwünschte Beziehung der Schulleitung gemeldet, woraufhin die Klasse aufgelöst und Bach strafversetzt wurde. Jahrzehnte später entdeckte Bach, dass die heutige Kulturstadträtin Angelika Hilbrich jene Denunziantin war – aus Rache, weil Bach sie damals als musikalisch unbegabt aussortiert hatte. Konfrontiert mit dieser Enthüllung versuchte die Stadträtin sich zu entschuldigen, doch Bach reagierte arrogant und herablassend. Wütend schlug Hilbrich ihre ehemalige Lehrerin mit deren eigener Violine nieder.
Saskia Bergelt bezieht für das Musikprojekt Quartier in Winklers Wohnung, aber er will sich nach wie vor nicht recht zu ihrer Beziehung bekennen. Die Försterin hat mit Alpträumen zu kämpfen wegen des Schusses auf ihren Ex-Freund aus der vorherigen Episode.

## Hintergrund
Der Film wurde in der Zeit vom 11. Juni 2024 bis 12. Juli 2024 in Chemnitz gedreht. Der Komponist Robert Schumann, dessen Kinderszenen das Orchester aufführt, wurde in Zwickau geboren, das am Rand des Westerzgebirges liegt.

## Rezeption

### Kritik
Tilmann P. Gangloff auf tittelbach.tv weist darauf hin, dass der Film – entgegen dem Reihentitel – nicht im Erzgebirge spielt, sondern in Chemnitz, und hebt das raffinierte Drehbuch von Thomas Kirchner hervor und die gelungene Filmmusik. Die Episode sei gut besetzt und insgesamt sehenswert mit gutem Fernsehfilmniveau.
Auch Oliver Armknecht von Film-Rezensionen.de findet diese Episode besser als einige der vorherigen Teile, mit bewegendem Drama um die Figuren und ihre Vergangenheit und Denkanstößen zu fragwürdigen persönlichen Grenzüberschreitungen. Die Rückblenden seien aber „etwas exzessiv“.

### Einschaltquote
Bei der Erstausstrahlung von Erzgebirgskrimi – Die letzte Note am 2. November 2024 interessierten sich in Deutschland insgesamt 6,29 Millionen Zuschauer für die Filmhandlung, was einem Marktanteil von 27,3 Prozent für das Zweite Deutsche Fernsehen entsprach. In der als Hauptzielgruppe für Fernsehwerbung deklarierten Altersgruppe von 14–49 Jahren erreichte der Film 0,27 Millionen Zuschauer und damit einen Marktanteil von 6,3 Prozent in dieser Altersgruppe.